# Khady Fall (taekwondo)
Khady Fall (7 de enero de 1991) es una deportista senegalesa que compitió en taekwondo. Ganó una medalla de bronce en los Juegos Panafricanos de 2011, y dos medallas de plata en el Campeonato Africano de Taekwondo en los años 2010 y 2012.

## Palmarés internacional
| Juegos Panafricanos | Juegos Panafricanos       | Juegos Panafricanos | Juegos Panafricanos |
| Año                 | Lugar                     | Medalla             | Categoría           |
| ------------------- | ------------------------- | ------------------- | ------------------- |
| 2011                | Maputo (Mozambique)       | Medalla de bronce   | –46 kg              |
| Campeonato Africano |                           |                     |                     |
| Año                 | Lugar                     | Medalla             | Categoría           |
| 2010                | Trípoli (Libia)           | Medalla de plata    | –46 kg              |
| 2012                | Antananarivo (Madagascar) | Medalla de plata    | –46 kg              |